# Watchtower
Watchtower és un grup de thrash metal progressiu d'Austin, Texas, que va estar activa durant els vuitanta. El seu àlbum debut, Energic Disassembly, va ser llançat en 1985. L'àlbum és notable per l'ús constant de canvis de temps i és considerat una fita en la història del progressive metal.
En 1989 Watchtower llança el seu segon àlbum, Control and Resistance, amb Ron Jarzombek en la guitarra.
Encara que Watchtower mai arribà a la fama, són citats com influències de diverses bandes de heavy metal, així com de bandes populars de metall progressiu com Dream Theater.
Diversos membres van seguir altres projectes, incloent Ron Jarzombek i el seu projecte en solitari Spastic Ink, Jason McMaster es va unir a Dangerous Toys i el projecte de Doug i Rick dit Retarded Elf.
La banda es va reunir en 1999 amb l'alineació original i tenien planejat traure un nou àlbum en 2006 que s'anomenaria Mathematics, però a causa de conflictes entre els membres, el llançament de l'àlbum en aquest punt, és molt qüestionable.

## Membres
- Jason McMaster - Veu
- Ron Jarzombek - Guitarra
- Doug Keyser - Baix
- Rick Colaluca - Bateria

### Membres Antics
- Scott Jeffreys - Veu
- Alan Tecchio - Veu
- Billy White - Guitarra
- Mike Soliz - Veu

## Discografia
- Energetic Disassembly (1985)
- Control and Resistance (1989)
- Demonstrations In Chaos (2002)